# Корфу
Корфу (на гръцки: Κέρκυρα; на италиански: Corfù; на латински: Corcyra) е гръцки остров в Йонийско море. Той е вторият по големина от Йонийските острови (след Кефалония) и се намира близо до албанския бряг, на който е разположен град Саранда, от който го дели протока Корфу с минимална ширина 2 km.

## География
Островът има площ 641 km2, дължина от север на юг 58 km и широчина в северната част до 27 km. Северозападно от него са разположени малките острови Ерикуса, Отони, Матраки и Диапло, които също принадлежат на Гърция, а южно от него – островите Пакси и Антипакси. Северната му част е планинска, а южната е заета от хълмиста равнина. Изграден е основно от варовци и шисти. Най-висок е връх Пантократор 906 m. Заради интересното си местоположение островът притежава уникален, благодатен климат и е масова туристическа дестинация особено през зимата. Той е един от най-зелените в Гърция, като горите покриват около 50% от територията му. Отглеждат се субтропични култури. Най-големият град (население 28 185) също се казва Корфу (Керкира), разположен е на източното му крайбрежие и е свързан с фериботна връзка с град Игуменица на континента.

## История и митология
Както всеки гръцки остров, и този е свързан с древногръцката митология, и по-точно с поредното похождение на Посейдон. Той бил влюбен в Керкира, дъщеря на Азоп (речен бог) и речната нимфа Менопа. С помощта на Зевс Посейдон я отвлича и я завежда на безименния дотогава остров. В израз на любовта си той кръщава острова на нейно име. Ражда им се син – Феакс. Съществува хипотеза, че Корфу е митичната Схерия.
Островът има богата история; за него през вековете са се водели непрекъснати борби. Владян е от римляните, Византия, Венеция, Неапол, Франция, Австрия, Русия (тогава в съюз с Турция), Англия.
Прогонването на османците от Корфу е отпразнувано в цяла Европа по това време, след което и скрепено по силата на договора от Пожаревац.  През 1864 г. Англия отстъпва доброволно острова на Гърция, без никаква външна намеса.
По време на Първата световна война са разквартирувани на Корфу спасените от флота на Антантата остатъци от сръбска армия. Тук е приета и декларация от Корфу, белязала началото на Югославия.  Кралство Гърция отнася въпроса с Корфу в Обществото на народите, и след благоприятното решение на международния арбитраж в полза на Италия – на 29 септември 1923 г. италианската армия се оттегля. 
По време на итало-гръцката война Корфу е превзет от Италия, а в периода 14 септември 1943 г. – 14 октомври 1944 г. е в разпореждане на Вермахта. 

## Личности
- Евгений Българин, виден хуманист и деец на европейското просвещение, основоположник на гръцкото национално възраждане, българин роден на Корфу
- императрица Елизабет Баварска (Сиси), изградила прочутия си летен дворец „Ахилион“ на острова, в който прекарва много време заедно със съпруга си император Франц Йосиф.
- Братята Джералд Даръл – прочут английски естествоизпитател и писател, и брат му Лорънс Дърел, виден английски писател, отрастват на о. Корфу